# Championnat du monde des clubs masculin de volley-ball 1991
Navigation
1990 1992
Le Championnat du monde des clubs de volley-ball masculin 1991 est la troisième édition du Championnat du monde des clubs de volley-ball masculin organisée par la Fédération internationale de volley-ball. Elle se déroule du 22 au 27 octobre 1991 au Brésil, pour la première fois de son histoire. Tous les matches se jouent à São Paulo.
L'Il Messaggero Ravenna est sacré pour la première fois champion du monde.

## Participants
| Club                  | Pays             | Confédération | Titre                      |
| --------------------- | ---------------- | ------------- | -------------------------- |
| CSKA Moscou           | Union soviétique | CEV           | Champion d'Europe          |
| AA Frangosul          | Brésil           | CSV           | Champion d'Amérique du sud |
| Taïwan                | Taïwan           | AVC           | Champion d'Asie            |
| Club africain         | Tunisie          | CAVB          | Champion d'Afrique         |
| Banespa Sao Paulo     | Brésil           | CSV           | Hôte                       |
| Mediolanum Milano     | Italie           | CEV           | Wild card                  |
| Il Messaggero Ravenna | Italie           | CEV           | Wild card                  |
| Naranjito             | Porto Rico       | NORCECA       | Wild card                  |

### Classement final
| Rang | Équipe                | Nation           | Confédération |
| ---- | --------------------- | ---------------- | ------------- |
| 1    | Il Messaggero Ravenna | Italie           | CEV           |
| 2    | Banespa Sao Paulo     | Brésil           | CSV           |
| 3    | Mediolanum Milano     | Italie           | CEV           |
| 4    | AA Frangosul          | Brésil           | CSV           |
| 5    | Taiwan                | Taïwan           | AVC           |
| 5    | CSKA Moscou           | Union soviétique | CEV           |
| 7    | Club africain         | Tunisie          | CAV           |
| 7    | Naranjito             | Porto Rico       | NORCECA       |